# Heinke Jenkins
Heinke Jenkins auch: Jenkins-Mayer (* 2. Juli 1937 in Heilbronn, Deutsches Reich) ist eine britische Malerin und Grafikerin.

## Leben
Sie wuchs als Heinke Mayer in Heilbronn auf und studierte an der Akademie der Bildenden Künste Stuttgart bei Manfred Henninger und an der Höheren Grafischen Fachschule in Stuttgart Illustration und Grafik bei Leo Schobinger. 1959 trat Mayer dem Künstlerbund Heilbronn bei. 1961 heiratete sie einen Briten und lebt seitdem bei Birmingham. Sie ist Mitglied der Royal Birmingham Society for Artists und der Royal British Artists’ Society for Wood engravers and Printers.

## Werk
Neben Ausstellungsbeteiligungen bei den jährlichen Ausstellungen des Heilbronner Künstlerbunds und der Royal Academy in London waren Werke von ihr bei Einzelausstellungen in Deutschland, England und den USA zu sehen. Mehrere ihrer Werke wurden von der öffentlichen Hand angekauft, u. a. von der Stadt Heilbronn und der Stadt Stuttgart. Jenkins spezialisierte sich auf die Technik Holzschnitt und illustrierte zahlreiche Bücher und Zeitschriften. Ihr Holzschnittmotiv The Whispering (1965) war das Frontispiz zu dem Buch Fritz Karl Michael Hillenbrand: Underground humour in Nazi Germany, 1933–1945.

## Illustrationen
- Ivan White: Crow’s Fall, Cape Goliard Press, London, 1969, ISBN 0-20661668-6 (Holzschnitt als Frontispiz)
- John Cotton: Priapus 7, John Cotton, Berkhamstead, 1966, Auflage 250 Exemplare (mit Holzschnitten illustriert)[2]